# Yunosi
Yūnosī o Yūnesī (farsi یونسی) è una città dello shahrestān di Bajestan, circoscrizione Centrale, nella provincia del Razavi Khorasan in Iran. Aveva, nel 2006, una popolazione di 3.349 abitanti.